# 赫西莉亞

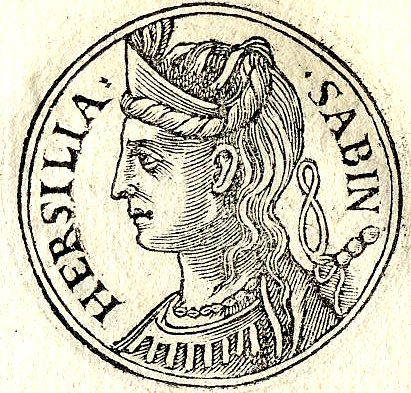
赫西莉亞是羅慕盧斯的妻子。

赫西莉亞（Hersilia），是羅馬神話中的人物，她帶領薩賓婦女阻止了薩賓人與羅馬人戰爭。
赫西莉亞是薩賓人國王塔提烏斯之女，在羅馬人利用節慶掠奪薩賓婦女之後，被劫走的她與羅馬領袖羅慕路斯成親。薩賓人為了報復，集結兵力進攻羅馬，赫西莉亞與其他薩賓婦女帶著與羅馬人所生的嬰孩趕赴現場勸阻雙方，最終兩族握手言和。
赫西莉亞去世後被神格化，羅馬人尊稱她為「Hora」。